# كبسولة التفجير

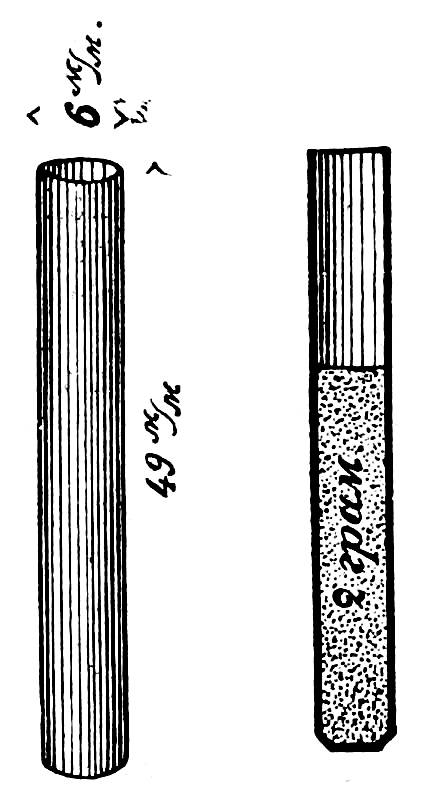

الصاعق أو كبسولة التفجير، هو أداة تستخدم لقدح العبوة الناسفة، ويمكن أن تحث الصواعق كيميائيا أو ميكانيكيا أو كهربائيا، والأكثر شيوعا الميكانيكية والكهربائية.
في الاستخدام التجاري للمتفجرات، تستعمل صواعق كهربائية أو فتيل صاعق، وهو فتيل طويل آمن يوصل به الفتيل التقليدي. معظم مواد التفجير الأولية للصواعق هي مواد تدعى مركبات SAS، ويتم تشكيلها من آزيد الرصاص واستفنات الرصاص والألمينيوم، وتضغط في مكان فوق الشحنة الرئيسية وتكون عادة تي إن تي أو تيتريل في الصواعق العسكرية وبينتا إيريثريتل تيترا نترات PETN في الصواعق التجارية.
وتستخدم مواد أخرى أيضا مثل DDNP (ديازو دينيترو فينول) في الشحنات الرئيسية لتخفيف كمية الرصاص المنبعث في الهواء بسبب عمليات المناجم ومقالع الحجارة. تستخدم الصواعق القديمة فلمنات الزئبق كمادة رئيسية وغالبا تخلط مع كلورات البوتاسيوم لإعطاء أداء أفضل.
كبسولة التفجير عبارة عن جهاز صغير متفجر حساس بستخدم عادة لتفجير مادة متفجرة ثانوية أقوى وأقل حساسية كالتي إن تي والديناميت والمتفجرات اللدنة.
ولكبسولات التفجير أنواع متعددة منها الكبسولات غير الكهربائية والكهربائية والكبسولات ذات الفتيل، وتستخدم في الأعمال التجارية كالمناجم والتنقيب والتهديم. تنطلق الأنواع الكهربائية عن طريق انفجار قصير للتيار يرسل عبر جهاز تفجير بوساطة سلك طويل موصول إلى الكبسولة لضمان الأمان. أما كبسولات الفتيل التقليدية فيتم إثارتها عن طريق مصدر لهب كعود ثقاب أو ولاعة.

## الحاجة للصواعق
تأتي الحاجة للصواعق ككبسولة التفجير من خلال تطور المتفجرات الأكثر أمنا. تتطلب أنواع مختلفة من المتفجرات كميات مختلفة من الطاقة (طاقة تنشيطها)  لكي تنفجر، ومعظم المواد المنفجرة التجارية تصنع بطاقة تنشيط عالية لجعلها مستقرة وليكون التعامل معها آمن بحيث لا تنفجر إذا وقعت دون قصد أو أخطئ بالتعامل معها أو تعرضت للنار، وتسمى هذه المواد المنفجرة الثانوية، وبالتالي من الصعب تفجيرها عمدا، وتحتاج تفجيرا بادئا صغيرا، وعادة هذا ما يوفره الصاعق.يحوي الصاعق مادة متفجرة سهلة الإشعال توفر طاقة التنشيط الأولية لبدء الانفجار في الشحنة الرئيسية، وتكون المواد المتفجرة المستخدمة عادة في الصواعة هي فلمنات الزئبق وآزيد الرصاص واستفنات الرصاص والتتريل والديازو دينيتروفينول DDNP. تخزن كبسولات التفجير وبعض الصواعق بشكل منفصل ولا تدخل إلى المتفجرة الرئيسية إلا قبل الاستعمال، للحفاظ على الشحنة الرئيسية آمنة؛ وقد استخدمت الكبسولات الأولى فلمنات الفضة، لكنها استبدلت بمواد متفجرة ثانوية أرخص وأكثر أمنا، وما يزال آزيد الفضة مستعملا أحيانا لكن نادرا نظرا لتكلفته العالية.

## الأنواع

### الصواعق العادية
تأخذ الصواعة العادية عادة شكل مواد متفجرة تعتمد على الإشعال، وفي حين أنها تستخدم في عمليات التفجير التجارية، مازالت تستخدم في العمليات العسكرية. وهذا النوع من الصواعق عادة ما يتم قدحه عن طريق فتيل آمن ويستخدم في التفجيرات التي لا يكون فيها الوقت حاسما كعمليات التخلص من الذخائر؛ ومن الصواعق الشائعة آزيد الرصاص Pb(N3)2 وآزيد الفضة AgN3 وفلمنات الزئبق Hg(ONC)2.

### الصواعق الكهربائية
هناك ثلاثة أصناف من الصواعق الكهربائية وهي: صواعق فورية، وصواعق ذات فترة تأخير قصيرة تقاس بالميلي ثانية، وصواعق ذات فترة تأخير طويلة تقاس بالثانية. وفي الحالات التي تتطلب دقة بالنانو ثانية، وخصوصا في شحنات التفجير الداخلي في الأسلحة النووية، يتم استخدام صواعق ذات سلك توصيل تفجيري؛ تنشأ موجة الصدمة البادئة عن طريق تذويب جزء من سلك رفيع عن طريق شحنة كهربائية. ومن الأنواع المتطورة الصاعق المصادم الذي يستخدم صفائح رقيقة يتم تسريعها عن طريق سلك يتفجر كهربائيا أو وشيعة لإعطاء الصدمة البادئة، وهو مستخدم في أنظمة بعض الأسلحة الحديثة، ويستخدم شكل آخر من هذا المفهوم في عمليات المناجم عندما يتم تفجير الوشيعة عن طريق نبضة ليزر تصل إليها عن طريق ليف بصري.

### الصواعق غير الكهربائية
الصاعق غير الكهربائي هو صاعق أنبوب صدمي مصمم لبدء الانفجار، وعموما بهدف تهديم المباني ولتفجير الصخور في المناجم ومقالع الحجارة. تستخدم بدلا من الأسلاك الكهربائية أنابيب بلاستيكية مفرغة لإيصال الدفعة النارية للصاعق، ما يجعلها منيعة ضد معظم الأخطار المترافقة مع انفلاتات التيار الكهربائي. تتألف من أنبوب بلاستيكي ذو قطر صغير من ثلاث طبقات جداره الداخلي مطلي بمادة متفجرة متفاعلة، تولد عند إشعالها إشارة منخفضة الطاقة مشابهة لانفجار غباري، وينتقل هذا التفاغل بسرعة تساوي تقريبا 2000 متر في الثانية على طول تجويف الأنبوب مع أقل اضطراب خارجي للأنبوب. يشمل تصميم الصواعق غير الكهربائية تكنلوجيا مسجلة ببراءة اختراع كالقرص مهمد الصدمة وعازل تأخير الاشتعال لتوفير الموثوقية والدقة في كل عمليات التفجير. ابتكرت الشركة السويدية نيترو نوبيل الصواعق غير الكهربائية في الستينيات والسبعينيات، تحت قيادة بيراندريس بيرسون وأدخلت إلى سوق التهديم عام 1973 (أصبحت نيترو نوبيل جزءا من دينو نوبيل بعد بيعها للشركة الصناعية دينو النرويجية عام 1986)، وتختصر تسمية هذه الصواعق لتصبح «نونيل».

### الصواعق الإلكترونية
إن دقة الصواعق الإلكترونية في التأخير أفضل في أعمال المناجم المدنية، وهذه الصواعق مصممة لتوفير التحكم الدقيق الضروري لإعطاء نتائج تفجير دقيقة ومتناسقة في عمليات تفجير متنوعة في المناجم والمحاجر وصناعات البناء. ويمكن برمجة الصواعق الإلكترونية بالميللي ثانية أو أجزاء أقل من الميللي ثانية من 1 ميللي ثانية إلى 30 ألف ميللي ثانية باستخدام جهاز برمجة مخصص لها يدعى المسجل (اللوغ).
الفوائد
- آلية أمان في رأس الفتيل تضمن عدم اشتعال الصواعق بشكل غير متوقع.

- مدى تأخير بين 1-30 ألف ميللي ثانية بالميللي ثانية أو أجزاء أقل من ميللي ثانية.
- دقة بنسبة 0.01% بمدى التأخير الاسمي.
- إشعال آمن وموثوق يصل لثلاثة آلاف وحدة في التفجير الواحد.
- هوية فريدة لكل صاعق.

- فحص الصواعق والشبكة قبل كل تفجير.

### الصواعق اللاسلكية
بدأت الصواعق الإلكترونية اللاسلكية بالتوفر في سوق المناجم المدنية، وتستخدم إشارات راديوية مشفرة لإيصال إشارة الانفجار إلى الصاعق في الوقت المناسب. وفي حين هي مكلفة الآن، يمكن للصواعق اللاسلكية أن تمكن من تقنيات جديدة في المناجم حيث يمكن تفخيخ انفجارات متعددة وتفجيرها بشكل متعاقب دون تعريض البشر إلى أي خطر.

### كبسولات التفجير رقم 8
هي كبسولة تحوي 2 غرام من مزيج فيه 80% فلمنات الزئبق و20% كلورات البوتاسيوم، أو كبسولة تفجير بقوة مكافئة. تحوي كبسولة التفجير بالقوة المكافئة 0.40-0.45 غرام من شحنة رئيسية من مادة رباعي نترات خماسي ايريثريتول مضغوطة في غلاف ألمينيوم مع ثخانة لقاعدتها لا تتجاوز 0.03 إنشا، إلى جاذبية نوعية لا تقل عن 1.4 cc/g ومعبأة بأوزان موحدة للصواعق حسب المصنع.

## أنواع كبسولات التفجير

### كبسولة تفجير بالتقنية النارية
هي أقدم وأبسط أنواع الكبسولات، كبسولات الفتائل وهي أسطوانة معدنية مغلقة من إحدى نهايتيها ومن النهاية المفتوحة للداخل هناك أولا مساحة فارغة يدخل فيها فتيل ناري ويثبت، ثم خليط قادح يعمل بالتقنية النارية، ثم مادة متفجرة أولية ومن ثم شحنة المادة المتفجرة الرئيسية.
إن الخطر الرئيسي لكبسولات التفجير النارية هو أنه من أجل الاستخدام الصحيح يجب أن يدخل الفتيل ثم يثبت في مكانه عن طريق ضغط قاعدة الكبسولة حول الفتيل، إذا استعملت الأداة التي يتم تثبيت الفتيل بها بمكان قريب جدا من المواد المتفجرة، يمكن للمادة المتفجرة الأولية أن تنفجر خلال التثبيت، ومن الممارسات الخطيرة الشائعة هي تثبت الكبسولة بالأسنان، حيث يمكن لتفجير غير مقصود أن يصيب الفم بأذية بالغة. إن الكبسولات ذات الفتيل مازالت مستخدمة اليوم، وهي أكثر الأنواع أمنا عند استخدامها حول أنواع محددة من التداخلات الإلكترومغناطيسية، وتملك مؤخرا زمنيا صنعت به أثناء احتراق الفتيل.

### كبسولة تفجير كهربائية ذات غلاف صلب
تستخدم هذه الكبسولات سلكا جسريا دقيقا في اتصال مباشر مع مادة متفجرة أولية (لهذا غلاف صلب)، التي يسخنها تيار كهربائي مسبيا انفجار المادة المتفجرة الأولية، التي بدورها تفجر شحنة أكبر من مواد متفجرة ثانوية.
وتضم بعض الفتائل ذات الغلاف الصلب عوامل تأخير ناري يصل إلى عدة مئات من الميللي ثانية قبل اشتعال الكبسولة.

### كبسولة تفجير كهربائية بمشعل أو رأس فتيل
تستخدم هذه الصواعق مشعلا كهربائيا (ورقة عازلة مع أقطاب كهربائية على كلا الجانبين، ويلحم سلك جسري رفيع بين الجانبين، وجميعها مغموسة في خلائط إشعال وخرج) لقدح المادة المتفجرة الأولية، بدلا من التماس المباشر بين السلك الجسري والمادة المتفجرة الأولية. يمكن للمشعل الكهربائي أن يصنع بشكل منفصل عن بقية الكبسولة وتجمع في نهاية العملية.
وتعد الكبسولات ذات المشعل أكثر الأنواع شيوعا حول العالم.